# Close-up (film)
Pour plus de détails, voir Fiche technique et Distribution.
Close-up (en persan: نمای نزدیک ; Nema-ye Nazdik) est un film de procès dramatique iranien sorti en 1990, écrit et réalisé par Abbas Kiarostami.

## Synopsis
L’histoire est basée sur un fait divers : un jeune chômeur d’origine turque vient d’être emprisonné après avoir tenté d’escroquer une famille de la bourgeoisie de Téhéran. Auprès d’eux, il se fait passer pour la vedette du nouveau cinéma iranien, Mohsen Makhmalbaf, un intellectuel engagé dans la révolution islamiste qui devient de plus en plus critique envers le régime et dont la popularité est immense d’un bout à l’autre du pays. Hossein Sabzian a profité d’une rencontre avec une femme dans un bus pour lancer son imposture. Il a proposé à la famille Ahankhah de les enrôler dans son nouveau film et leur a extorqué un peu d’argent pour sa production imaginaire mais la supercherie est découverte par la famille, entrainant Hossein dans un procès .

## Autour du film
Le film s’inspire intégralement de faits réels. À l’automne 1989, le magazine iranien Sorush publie un article sur un fait-divers peu habituel : un homme pauvre a été arrêté après avoir tenté de prendre l’identité du réalisateur Mohsen Makhmalbaf. Après avoir appris cette histoire, Abbas Kiarostami a expliqué qu’il avait rapidement tenté de réaliser un film sur cette affaire bien que le coupable n’ait pas encore été jugé. « Le premier point qui m’a frappé est le fait que cette personne ne soit pas un fraudeur. Il était plutôt habité par une image. C’est pour cela qu’il vint à imaginer un plan poussé à l’extrême, qui ne pouvait être pris autrement que comme un canular. Ce qu’un réalisateur de films pouvait faire pour lui, c’était le réhabiliter, faire un portrait de lui en tant que jeune homme amoureux de cinéma, des gens du cinéma », a expliqué Kiarostami . 
Le cinéaste approche Sabzian et le juge de la cour, et obtient la permission de filmer le jugement. Abbas Kiarostami et son équipe font en sorte d’avancer le procès et de libérer Sabzian de prison, afin que cela puisse coïncider avec leur période de tournage. Le film mélange donc des scènes de cinéma-vérité et les séquences de pure mise en scène pour troubler le spectateur. Ce film brosse également un portrait d'une société iranienne fermée à l'issue de la révolution iranienne de 1979 et du désarroi de ceux qui n’y trouvent pas leur place. Sabzian symbolise le désir d’ascension sociale d’une jeunesse iranienne.  Les promesses d’une carrière artistique paraissent, à Téhéran, aussi envoûtantes qu'un destin de grande célébrité de la chanson dans d’autres pays du monde. Le témoignage que Kiarostami recueille dans la prison de Ghasr illustre un jeune homme, épris de poésie, qui s’est mis à rêver d’une amélioration de sa condition au sein de la société. Les confessions de Sabzian sont le point de départ du long-métrage. 
Si Hossein Sabzian a accepté d’être filmé pendant son procès, le réalisateur va plus loin dans sa mise en scène. Il fait rejouer au jeune imposteur et à la famille Ahankhah certains épisodes du fait divers afin de troubler les repères du spectateur .  En effet, Kiarostami est allé retrouver tous les protagonistes de ce récit, leur a fait rejouer leur aventure. Parallèlement, il filme le procès d’Hossein Sabzian, qu’il entrecoupe de retours en arrière reconstitués, et organise après sa libération la rencontre de celui-ci avec le vrai Makhmalbaf. Entre reconstitution et documentaire, Close-up apparaît comme un objet qui mêle le vrai et le faux, l’artifice et l’authentique, jusqu’à brouiller ces notions . 
Ces dispositifs de mise en scène permettent de plonger le spectateur au cœur de la société iranienne. Les barrières de classes, les institutions (justice, police, prison) s’y incarnent de manière à décrire et d’analyser le fonctionnement d’une machine d’État (la cour de justice) et de dépeindre, de l’intérieur une famille bourgeoise hypnotisée, pour un temps, par les promesses du cinéma . Le film offre une image de la république islamique d’Iran où les riches propriétaires et les hommes modestes partagent un amour pour le cinéma, un amour utilisé par le juge afin de rapprocher les protagonistes opposés. À ce sujet, Abbas Kiarostami déclare : « Ce que je cherche à montrer, c’est que Hossein Sabzian est un martyr, un homme amoureux, alors que beaucoup de gens sont convaincus qu’il n’est qu’un simple imposteur. La vérité que j’essaye d’extraire de cette réalité, c’est que tout homme est bon au plus profond de lui. » 

## Réception nationale et internationale
Le film a été accueilli par des réactions généralement négatives lorsqu’il a été montré pour la première fois en Iran en 1990. À l’étranger, Close-Up fut uniquement présenté dans quelques festivals occidentaux, ce qui lui suffit pour bénéficier d’une reconnaissance internationale grâce à l’engouement critique. Ce long métrage a permis d’ouvrir la voie à Kiarostami vers des festivals plus prestigieux tels que ceux de Cannes, New York pour d’autres de ses films tels que Et la vie continue en 1992 . En 2012, le film figure dans la liste des 100 meilleurs films du monde de Sight and Sound : il est 43ème dans le sondage auprès des critiques, et 37ème dans le sondage auprès des réalisateurs. 

## Contexte cinématographique
Close-up s’inscrit dans une nouvelle vague du cinéma iranien qui cherche à dépeindre les problèmes de la société tels que perçus par le réalisateur, sans analyse sociale ou politique.  Dans la société post-révolution islamique, Kiarostami essaye d’apprendre au spectateur comment percevoir différemment la réalité et les relations humaines. Le cinéaste innove en proposant un nouveau langage cinématographique qui, avec l’œil intrusif d’une caméra, a pour objectif de dépeindre une nouvelle « esthétique du réel » .  

## Récompenses
- Fajr International Film Festival (Iran), 1990 : Prix spécial du Jury
- Montréal Festival of New Cinema, 1990 : Prix du Meilleur film décerné par la « Quebec Critics Association »
- Rimini International Film Festival (Italie), 1990 : Silver R
- Festival International du Film de Dunkerque, 1991 : Prix du Meilleur réalisateur
- Festival International du Film de Dunkerque, 1991 : Prix de la ville de Dunkerque
- Festival International du Film de Dunkerque, 1991 : Prix de la Critique
- Istanbul International Film Festival, 1991 : Prix FIPRESCI

## Fiche technique
- Titre original : نمای نزدیک Nema-ye Nazdik
- Titre français : Close-up
- Réalisation et scénario : Abbas Kiarostami
- Photographie : Ali Reza Zarrindast
- Production : Ali Reza Zarrin
- Format : couleur - Son : mono
- Genre : Drame
- Durée : 94 minutes
- Dates de sortie :
  - Iran : 1990
  - France : 31 octobre 1991 ; 20 avril 2016 (ressortie)

## Distribution
- Mohsen Makhmalbaf : lui-même
- Abolfazl Ahankhah : lui-même
- Mehrdad Ahankhah : lui-même
- Hossain Farazmand : lui-même
- Hossain Sabzian : lui-même
- Abbas Kiarostami : lui-même
- Monoochehr Ahankhah
- Mahrokh Ahankhah
- Nayer Mohseni Zonoozi
- Ahmad Reza Moayed Mohseni
- Hooshang Shamaei
- Mohammad Ali Barrati
- Davood Goodarzi
- Haj Ali Reza Ahmadi
- Hassan Komail
- Davood Mohabbat